# 佐竹義住
佐竹 義住（さたけ よしずみ）は、戦国時代の武将。佐竹義信の長男。佐竹北家第2代当主。
天文2年（1533年）に父が死去したため、家督を継いで佐竹北家の当主となり、本家の佐竹義篤の補佐を務めた。天文3年（1534年）から激化した義篤と宇留野義元の家督争いでは義篤を支持して義元と戦ったが、天文8年（1539年）に部垂で戦死した。
継嗣が無かったため、弟の義廉が養子となって跡を継いだ。